# Emil Colbazi
Emil Colbazi (n. 22 martie 1891, Șpring, jud. Alba – d. 4 mai 1982, Brașov) a fost medic și deputat în Marea Adunare Națională de la Alba Iulia, organismul legislativ reprezentativ al „tuturor românilor din Transilvania, Banat și Țara Ungurească”, cel care a adoptat hotărârea privind Unirea Transilvaniei cu România, la 1 decembrie 1918.:p. 133

## Biografie

### Familia și educația
Emil Colbazi s-a născut la 22 martie 1891, în comuna Șpring, jud. Alba, așezare veche românească, atestată documentar încă din anul 1290:p. 150. Părinții săi au fost Constantin și Elena-Valeria, născută Papiu, familie românească veche, atestată din secolul al XVI-lea:p. 126, iar bunicii săi au fost Tirandor Colbazi și soția sa, Maria, născută Pop, români de religie greco-catolică.  A mai avut și doi frați: Teodor Colbazi (1885-1955), absolvent al Școlii Militare din Sibiu – infanterie; colonel și profesor la Școala Militară “Sf. Gheorghe” din Buzău după Marea Unire; necăsătorit, și Ion Colbazi (1889-1964), de profesie avocat, fost primar de Alba Iulia (noiembrie 1933-ianuarie 1938); căsătorit cu Elisa de Herbay, contesă de origine română; cei doi au avut un fiu Tudor medic dermatolog la Cisnădie, decedat și doi nepoți, Tudor și Dana, emigrați în Germania înainte de 1990.  Despre istoricul familiei doctorului Emil Colbazi dezvăluie mai multe numele său de familie: el provine de la Gălbează, cuvânt a cărui evoluție etimologică ar fi fost ulterior Călbează/ Călpează, și care a devenit prin maghiarizare Colbazi. Înaintașilor săi, agricultori cinstiți li s-a arendat un domeniu al Mitropoliei greco-catolice a Blajului din comuna Șpring. Deoarece la acea vreme era regimul austro-ungar, datorită meritelor deosebite cu care au administrat acel domeniu și potrivit uzanței au fost înnobilați cu titlul de Cavaleri de Colbazi, fără a fi făcut vreodată politică și fără a fi avut alte propietăți în afară de o vie, o livadă și o pădure.
Emil Colbazi a urmat școala primară la Sibiu și Blaj, iar apoi Liceul „Andrei Șaguna” din Brașov. După absolvirea liceului, în 1909, s-a înscris la Facultatea de Medicină din Viena. Aici se împrietenește cu Dominic Medrea, viitorul medic-șef al Serviciului sanitar creat „ad hoc” la Alba Iulia, în zilele Marii Uniri. :p. 126-127
Începând cu 1 octombrie 1911, a fost casierul Societății Academice „România Jună”, iar din 1 octombrie 1912, controlor în cadrul aceleași societăți.:p. 127
Dacă în cursul primar și liceal nu a strălucit prin note foarte bune, în schimb la colocviile Facultății de Medicină a promovat cu brio probele respective. Actele originale păstrate cu grijă la dosarul său, atestă cu grijă că în perioada 10 martie 1914 – 6 iulie 1914 a obținut la disciplinele chirurgie, medicină internă, O.R. L., boli venerice etc, calificative de excepțional și foarte bine.

### Participarea la război
În luna august 1914, Emil Colbazi a fost mobilizat la Regimentul 97 infanterie din Triest și trimis la scurt tip pe frontul din Galiția. :p. 127
La sfârșitul lunii septembrie E. Colbazi a fost trimis cu batalionul pe front, ajungând după patru zile în Galiția (vestul Ucrainei), iar după alte 5-6 zile de marș obositor a intrat în linia de foc. În prima zi de război, medicul auxiliar E. Colbazi a fost aruncat de suflul unei grenade la câțiva metri, provocându-i o comoție cerebrală urmată de o surditate ce a durat în formă maximă circa trei săptămâni.
După câteva săptămâni de campanie, la 25 octombrie 1914, aflându-se la Volcea Dolni, în Galiția, într-o șură în care îngrijea bolnavii, e din nou rănit la un picior și transportat de urgență cu o ambulanță de tren într-un spital de la Miskolc. După șapte zile de spitalizare a fost trimis la Viena. După două săptămâni este externat și se întoarce în concediu acasă. Revine ulterior la partea sedentară de la Lubljana. :p. 127-128
Datorită intervenției fratelui său, Teodor Colbazi, căpitan activ, a obținut transferul în Regimentul 64 Orăștie (în majoritate românesc), care ulterior s-a mutat la Viena. În cadrul acestuia s-a desfășurat o intensă propagandă pentru unirea tuturor românilor. :p. 128
La scurt timp, Emil Colbazi a devenit ajutorul noului medic-șef al regimentului, doctorul Viktor Eisenkolb. Ulterior, acesta a fost mutat la un lagăr situat la 5 km de centrul Vienei, Baraken-lager, Schmelz, unde se aflau formațiunile gata de plecare pe front. Acolo a examinat numeroși țărani din Transilvania, care i-au înaintat cereri de lăsare la vatră pe motiv de boală, cereri satisfăcute, aceștia reușind astfel să scape de pe front. :p. 128

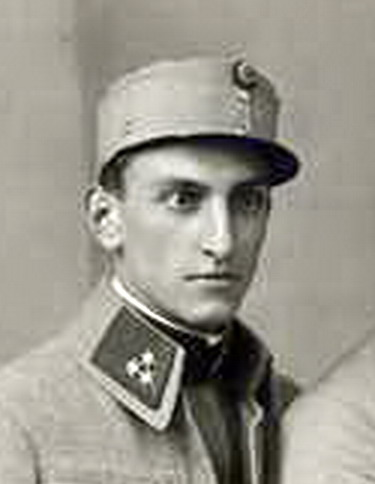
1915 Emil Colbazi

Concomitent cu obligațiile militare, Emil Colbazi a frecventat și unele cursuri și și-a continuat studiile în orele de răgaz. :p. 128 Profitând de faptul că se afla la Viena la 1 aprilie 1916 a absolvit cursurile Facultății de Medicină, folosindu-se de diverse concedii medicale și de odihnă pentru a se pregăti pentru examenul final.,
În seara de 16 august 1916 fanfara regimentului său a dat un concert la „Dreher Park” – Schonbrunn, urmat de un program de cântece românești și dansuri naționale. Preotul Militatr Iuliu Hossu a anunțat cu această ocazie intrarea României în război, fapt confirmat a doua zi de presă. Ca urmare a acestui eveniment s-a propus îndată pregătirea trecerii regimentului la ruși, pentru a se atașa voluntarilor ce urmau să se alăture armatei române, deși printre ei se aflau și germani și maghiari. :p. 128
După ce România a declarat război Monahiei Austro-Ungare, Emil Colbazi a fost chemat, împreună cu alți camarazi, în fața Curții Marțiale, acuzați că au organizat dezertarea la ruși a ofițerilor și subofițerilor din regimentul 64, care se afla pe frontul rusesc. Cu toate învinuirile aduse de guvernul maghiar, în special de către contele Tisza, care insista ca ofițerii Traian Popa (căpitan), Vasile Barbu (locotenent), Kolarici (locotenent croat), Oprișa (sublocotenent) și Emil Colbazi (sublocotenent) să fie arestați și deferiți Consiliului de Război, ca trădători, după o anchetă de o sătpămână aceștia au fost scoși din cauză, datorită intervenției căpitanului Domășnianu, distins ofițer de Stat Major. Dosarul s-a clasat cu ordinul de trimitere a inculpaților pe frontul Isonzo, cel mai periculos obiectiv. La intervenția căpitanului Traian Popa, acuzații au fost repartizați în centre mai bine apărate. Lui Emil Colbazi i s-a dat în grijă un tren sanitar, unde în afară de îngrijirea răniților, a contribuit eficient la îmbunătățirea hranei lor, secondat și de alți camarazi. La aceasta au aderat și prizoneri ruși și români valizi, cedând bolnavilor o parte din rația lor. Cu deosebire în vara anului 1917 s-au transportat mai mulți prizoniri ruși la Molodesno, în schimbul prizonierilor austrieci din Rusia.:p. 128-129
Armata austro-ungară suferă o înfrângere zdrobitoare în iunie 1918 la Piave, în Italia. La sfârșitul lui septembrie 1918, aflându-se în tren în drum spre Viena, Emil Colbazi află că Aliații au spart și frontul din Balcani și că bulgarii depun armele. Profitâd de zilele de concediu spre a-și susține examenele de doctorat, Emil Coolbazi s-a prezentat la comandament și, fără a mai aștepta aprobarea, a plecat la Viena pentru a lua legătura cu căpitanul Traian Popa. Imediat s-a convocat o ședință cu ofițerii români și s-a organizat „Senatul ofițerilor și soldaților români”, sub președinția căpitanului Traian Popa. S-a trecut rapid la acțiune, mai ales în cadrul ședințelor de la „Capela română” din Lowelgasse nr. 8, unde se întâlneau adesea membrii Coloniei române din Viena pentru redactarea Apelului către soldații și ofițerii români, a manifestelor și a diferitelor instrucțiuni care trebuiau difuzate soldaților întorși de pe front. Pentru cheltuielile necesare, Emil Colbazi a primit ajutor bănesc substanțial de la fratele său, Teodor, ce avea gradul de căpitan și care fusese cooptat în Sfatul ofițerilor români din Viena.

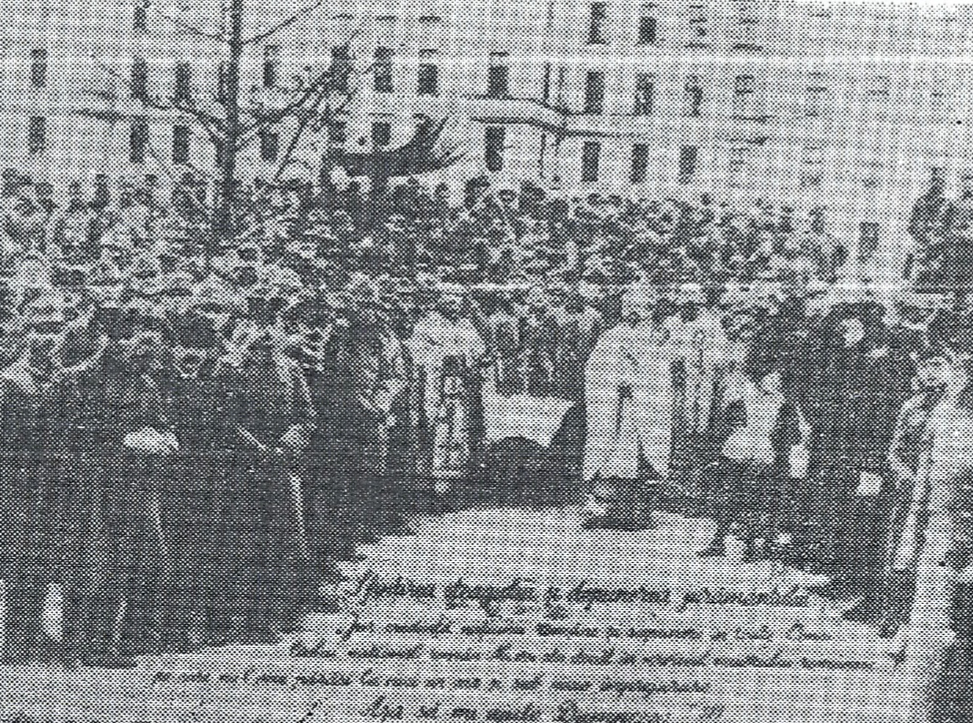
Depunerea jurământului „Consiliului soldaților și ofițerilor români din Transilvania, Bucovina, Ungaria și Viena” din 31 octombrie 1918

Soțiile ofițerilor români mergeau în gări și împărțeau alimente, îndemnând soldații ca îndată ce ajung acasă să se înscrie în Consiliul Național Român din orașul sau comuna de reședință. În această perioadă, Emil Colbazi, cu grad de sublocotenent, a activat ca om de legătură între Senatul militar român din Viena și C.N.R. Central din Arad, și din Praga, unde se formase „Legiunea română din Praga”. Împreună cu Petre Popovici s-a deplasat la Praga, unde au cerut guvernului cehoslovac ca Regimentul nr. 2-Brașov și 51-Cluj, din Praga și, respectiv din Brno, formate în cea mai mare parte din români, să fie lăsată la vatră cu armele. După formarea armatei cehe, regimentele românești, îndeplinindu-și datoria, s-au îndreptat spre Transilvania.:p. 130
În această perioadă, dat fiind faptul că tratativele dintre români și guvernul maghiar din noiembrie 1918 eșuează, se ia hotărârea unirii Transilvaniei cu România. Astfel, C.N.R.C de la Arad a decis trimiterea a trei echipaje la Iași pentru tratative. Primul, condus de Nicolae Bălan, din Sibiu, viitor mitropolit, și Victor Precup, viitor general, avea să treacă prin Vatra Dornei. Al doilea, condusă de avocatul Ghiță Crișan din Arad, viitor ministru, și Teodor Roxin, avocat din Oradea, trebuia să o ia prin Vârciorova. Al treilea era format din Petre Popovici din Brașov și din Emil Colbazi și trebuia să o ia prin Predeal. Dacă primele două și-au îndeplinit scopul, cel de-al treilea a fost oprit de trupele germane ale lui Mackensen și trimis înapoi la Brașov. După acest eveniment, avea să se îndrepte Șpring și spre Alba Iulia în vederea participării la adunarea preconizată.:p. 130-131

### Activitatea de medic
Odată cu intrarea primelor unități ale armatei române în Sibiu, în cadrul cărora și Emil Colbazi se înrolase ca voluntar, acesta a fost repartizat pe 1 martie 1919 la Spitalul Militar din Sibiu, la secția de chirurgie, unde a rămas până în toamna aceluiași an.:p. 131
La începutul anului următor s-a prezentat la noua universitate românească de la Cluj, unde a început o pregătire profesională intensă. În iunie același an și-a putut lua doctoratul în medicină și chirurgie, fiind printre primii doctori în medicină delcarați de noua instituție. Din 1 iulie 1920 s-a mutat la Clinica chirugicală, după ce din septembrie 1919 lucrase la Spitalul epidemic din Cluj. După un an se mută din nou la clinica dermato-venerologică, specialitate pe care a păstrat-o până la sfârșitul vieții. Aici a lucrat între 1922-1927 sub conducerea prietenului său, prof. dr. Coriolan Tătaru. În acest timp a îndeplinit atât sarcini didactice, fiind numit asistent universitar, cât și spitalicești.:p. 131-132
Între anii 1927 și 1930 a lucrat ca medic primar la Brașov și Arad. În 1928 a obținut gradul de medic primar. La 1 decembrie 1930 s-a hotărât să se întoarcă la Cluj, unde a lucrat până în 1932, când s-a transferat definitiv la Brașov, ca medic primar dermato-venerolog la Spitalul „Gheorghe Mîrzescu”.:p. 132
Între anii 1942 și 1943 a organizat o largă campanie împotriva bolilor venerice, care făceau multe victime în perioada respectivă. La acestea au luat parte numeroși orășeni, studenți, militari și săteni. În aceată perioadă și-a tipărit o broșură, intitulată Despre bolile venerice. Sfaturi practice pentru îngrijirea bolilor lumești, la editura de stat. Zeci de mii de exemplare ale acestei broșuri au fost răspândite în numeroase sate și orașe.:p. 132
Între 1943 și 1957 a fost medic primar și director al Spitalului de boli sociale din Brașov. S-a pensionat în 1957, însă dată fiind condiția bună în care se afla, a continuat să activeze ca șef al Policlinicii dermato-venerice între 1958 și 1970, iar între 1970 și 1973 a lucrat la Policlinică cu plată. Datorită bunelor sae calități organizatorice, a obținut numeroase fonduri și a dotat spitalul cu materialele necesare.:p. 132

### Sfârșitul vieții
Emil Colbazi a decedat pe 4 mai 1982, la vârsta de 91 de ani. A fost înmormântat în cripta familiei Oancea, alături de prietenul său, Costi Oancea, în cimitirul de la Biserica Sfânta Treime de pe Tocile.:p. 133

## Activitatea politică

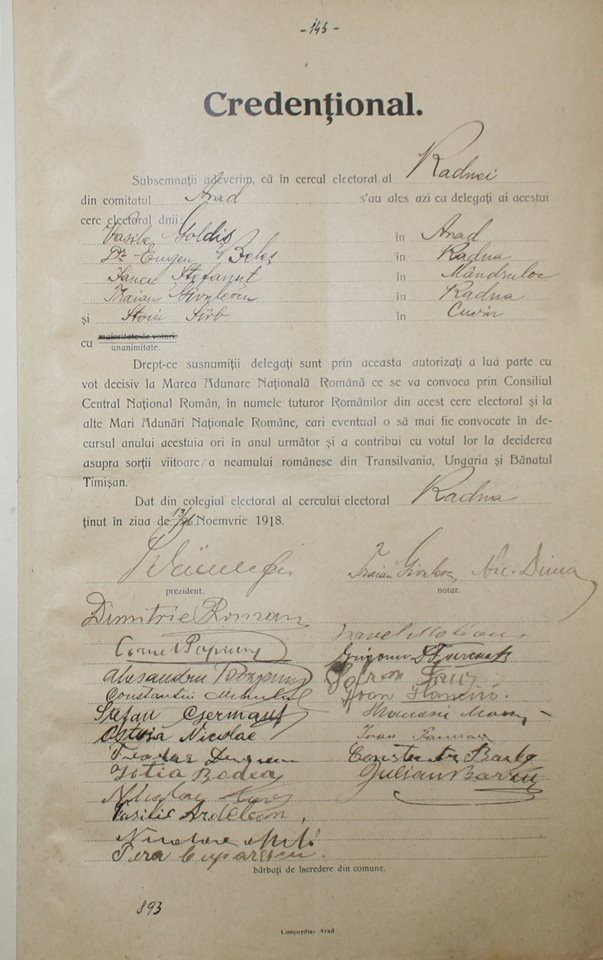
Credențional

Dat fiind eșecul echipajului său de a ajunge la Iași, Emil Colbazi a plecat în Șpring, Alba, pentru a ajuta la organizarea C.N.R. local și la participarea consătenilor săi la Marea Adunare Națională de la Alba Iulia. A ajuns la Alba Iulia în dimineața zilei de 1 decembrie 1918:p. 131, participând la Marea Adunare Națională de la Alba Iulia ca delegat al comunei Șpring.:p. 133

Ulterior, deși nu acceptă să facă parte din niciun partid politic, este numit în timpul guvernului condus de Nicolae Iorga din 1931 drept prefect al județului Cluj, la propunerea lui Iuliu Hațieganu și a lui Coriolan Tătaru.:p. 131 Mandatul său a durat din 26 aprilie 1931 până în 11 iunie 1932. Această numire a fost neașteptată și nedorită, după cum se vede din propria mărturisire:
„Într-o dimineață, în timp ce făceam vizită la o secție, intră un tânăr coleg și-mi spune «Să trăiți, domnule prefect!» Eu, în credința că e o glumă, i-am spus să fie serios și să lase prostiile, dar atunci mi-a arătat ziarul cu lista noilor prefecți, între care figuram și eu. Revoltat, am coborât la șeful meu, regretatul profesor Coriolan Tătaru și, în cabinetul lui, am găsit pe profesorul Iuliu Hațieganu, cu veșnicul lui surâs pe buze. Am declarat că nici prin gând nu-mi trece să fiu prefect. Atunci fața profesorului Hațieganu s-a schimbat și, cu o mimă foarte serioasă, mi-a spus: «Cori, și eu te-am propus pentru acest post căci ne trebuiesc oameni cu un trecut politic curat. Atitudinea ta din cursul războiului a fost o garanție pentru noi și având în vedere că te bucuri de simpatii unanime, atât la români cât și la minoritari, ai datoria morală să primești această sarcină grea, așa cum și noi înțelegem să-i dăm profesorului Ioga tot concursul nostru în marea lui operă de purificare. Tu trebuie să rămâi - ca și noi - același care ai fost și până acum și cu toții avem obligația și datoria patriotică de a-i ajuta pe profesorul Iorga.»”:p. 132-133

## Operă
Încă din timpul studenției a adunat din zona Șpringului peste o sută de poezii populare – doine, hore, balade, strigături, piese de folclor ritual – o variantă de cântec al secerișului, colinde, bocete, pe care le-a oferit unchiului său, Vasile Bologa.:p. 63

### Activitate științifică
Activitatea științifică este însă mai prolifică, ea cuprinzând peste 50 de comunicări, referate generale și publicații în revistele cu profil dermato-venerologic. Temele predilecte au fost boli precum sifilisul, dermatita poliformă, Duhring, favusul, eritrodermiile secundare exfoliative, dermatozele parazitare, farmacolofia pielii, tuberculoza cutanată, blenoragia, [[cancerul cutanat]], pemfigusul vulgar, terapia cu reticulină în boli de piele, dermatozele profesionale, farmacoliga și farmacodinamia medicamentelor pielii, grefele Filatov în dermatologie. O lucrare științifică, dar cu tente filosofice, este Reflexiuni asupra unor erori de diagnostic în dermatologie, prezentată în cadrul Societății de Dermatologie din Cluj. De asemenea, se remarcă și broșura: Despre bolile venerice. Sfaturi practice pentru îngrijirea bolilor lumești.:p. 132

## Recunoaștere
Datorită meritelor sale, Emil Colbazi a fost decorat cu „Meritul sanitar clasa I” în 1928, „Coroana României” cu grad de ofițer în 1930 și „Legiunea de Onoare a Statului Francez cu grad de ofițer”, ca un omagiu pentru concursul dat geografului Emmanuel de Martonne, care se afla în România pentru studiul Carpaților Orientali.:p. 133